# Perisphaeria saussurei
Perisphaeria saussurei är en kackerlacksart som beskrevs av Karlis Princis 1963. Perisphaeria saussurei ingår i släktet Perisphaeria och familjen jättekackerlackor. Inga underarter finns listade i Catalogue of Life.